# Charles Gallo

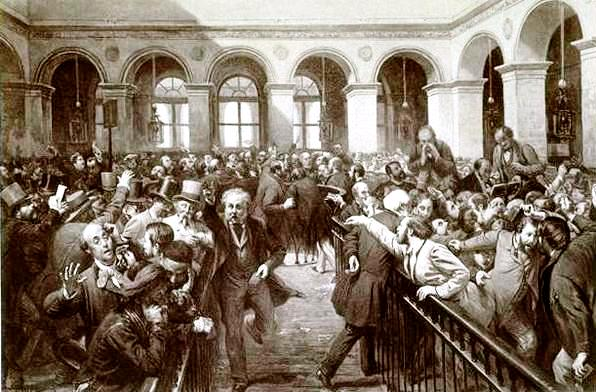
Reconstituição de jornal da época, da bolsa de valores de Paris, após o atentado do anarquista Charles Gallo.

Charles Gallo (Palais, 7 de Fevereiro de 1859 - Nova Caledônia,  1902(?)) foi um anarquista ilegalista nascido na Inglaterra que ganhou notoriedade ao realizar um atentado contra a bolsa de valores de Paris em 5 de Março de 1886.

## Infância e juventude
Charles Gallo nunca conheceu sua mãe, foi abandonado com poucos anos de idade e criado por uma família que o acolheu. Inteligente e estudioso se forma rapidamente tornando-se professor, e depois consegue um emprego de auxiliar de advogado. Em 1879 é preso pela fabricação de dinheiro falso, sendo condenado a cinco anos de detenção. Na prisão tem contato com a propaganda anarquista e logo depois de ser solto decide cometer um atentado.

## O atentado
Muda-se para Paris e lá consegue um revólver e um amigo lhe ajuda a conseguir 200 gramas de ácido prússico. No dia 5 de Março de 1886 pela tarde, Charles Gallo lança da galeria superior da bolsa de valores de Paris uma garrafa com ácido. No entanto o vidro não quebra exalando um odor nauseante que provoca pânico entre compradores, vendedores e acionistas. No meio da confusão Gallo sacou seu revólver e disparou três tiros a esmo sem acertar em ninguém.

## Detenção e julgamento

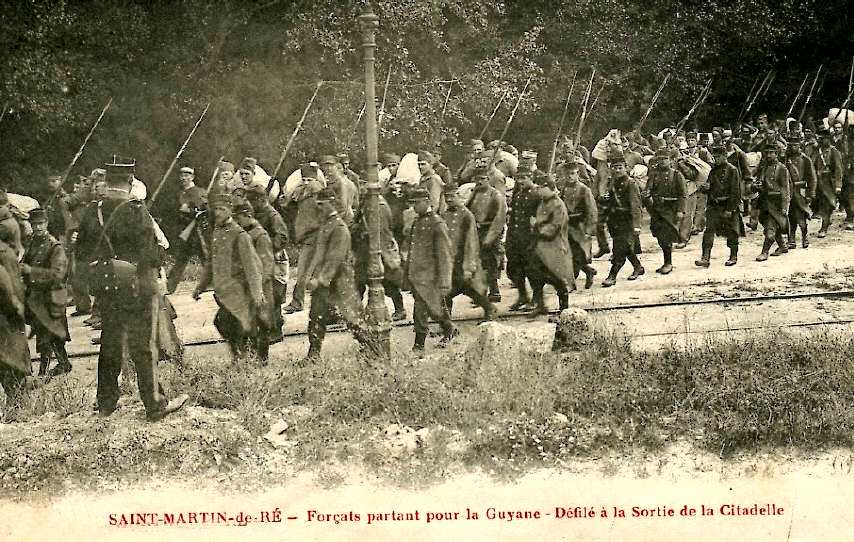
Detentos atravessam o forte penal San Martín na Ilha de Ré escoltados por soldados.

Uma vez detido, Charles Gallo é encaminhado para o presídio de Mazas, de onde vai escrever diversos artigos para o periódico anarquista Le Révolté. Em 26 de Junho de 1886 é julgado na Corte de Sena. Durante o processo mantém constantemente uma atitude insolente diante dos juízes, provocando uma série de incidentes que farão com que seu julgamento seja adiado. A pedido dos juízes é arrastado para fora da corte enquanto grita a plenos pulmões:
Viva a Revolução Social! Viva a anarquia! Morte aos juízes burgueses! Viva a dinamite! Seu bando de idiotas!
No dia 15 de Julho de 1886 comparece de novo a corte com a mesma atitude provocadora. Na ocasião declara não se arrepender de nada a não ser de não ter matado sequer uma pessoa com sua ação para servir de propaganda pelo ato para outros anarquistas. Acaba condenado a 20 anos de trabalhos forçados com base nas suas ações reincidentes.

## Prisão e desaparecimento
Ao fim do julgamento é levado a Avinhão e de lá para a Prisão Penal da Ilha de Ré, em 6 de Dezembro de 1886 é novamente transferido para a penitenciária da Nova Caledônia, uma colônia francesa nas Ilhas Melanésias onde vai desembarcar em 29 de Março de 1887. Em 10 de Setembro de 1887 vai agredir um guarda enfiando-lhe um copo de vidro quebrado no ventre. Em 30 de Dezembro daquele mesmo ano é condenado a morte, mas em 7 de Agosto de 1888 sua pena é comutada para trabalhos forçados perpétuos.
Em 1902 Jean Grave lança um artigo no periódico Les Temps Nouveaux sobre a severa situação de cadáver vivente em que se encontra Charles Gallo. Depois disso não existem mais notícias sobre ele.